# Traveler
Traveler – trzeci studyjny i pierwszy anglojęzyczny album węgierskiej hardrockowej grupy H.A.R.D. Wydany został na CD w 2008 roku przez Hammer Records. Przy nagrywaniu albumu z grupą współpracował Beau Hill. Album stał się popularny na rynku.

## Lista utworów
1. "Forever Hard" (5:22)
2. "Rock Is My Name" (4:41)
3. "Stay" (4:22)
4. "Troublemaker" (4:35)
5. "Traveler" (4:32)
6. "Voices" (4:28)
7. "Two Hearts" (4:13)
8. "Dreamworld" (5:10)
9. "Live for Tomorrow" (3:39)
10. "Call of the Wild" (4:35)
11. "Light the Flame" (4:11)
12. "Time To Change" (4:43)

## Wykonawcy
- Zoltán Bátky-Valentin – śpiew, instrumenty klawiszowe
- Zsolt Csillik – gitary
- Gábor Mirkovics – gitara basowa
- Tibor Donászy – perkusja
- Zoltán Váry – perkusja
- Ferenc Béres – instrumenty klawiszowe
- Zsolt Janovszky – wokal wspierający